# Арабская Исламская Республика
Ара́бская Исла́мская Респу́блика (араб. الجمهورية العربية الإسلامية‎, аль-Джумхури́йя аль-Араби́йя аль-Ислами́йя, al-Jumhuriyya al-ʿArabiyya al-Islamiyya; другие варианты планировавшегося официального названия: Ливийско-Тунисский Союз, или Союз Ливии и Туниса; вместе с Алжиром предлагалось объединиться в Соединённые Штаты Северной Африки, или Объединённые Государства Северной Африки) — неосуществлённый проект 1972—1977 годов по созданию федеративного государственного образования между Ливией и Тунисом с возможным включением в союз также Алжира. При этом, Ливия формально уже входила в состав Федерации Арабских Республик (Египет, Сирия и Ливия), первоначально планируя добавить в данную конфедерацию Тунис, но затем, после конфликта с другими участниками ФАР, перешла к планам создания нового панарабского государства.

## Возникновение проекта

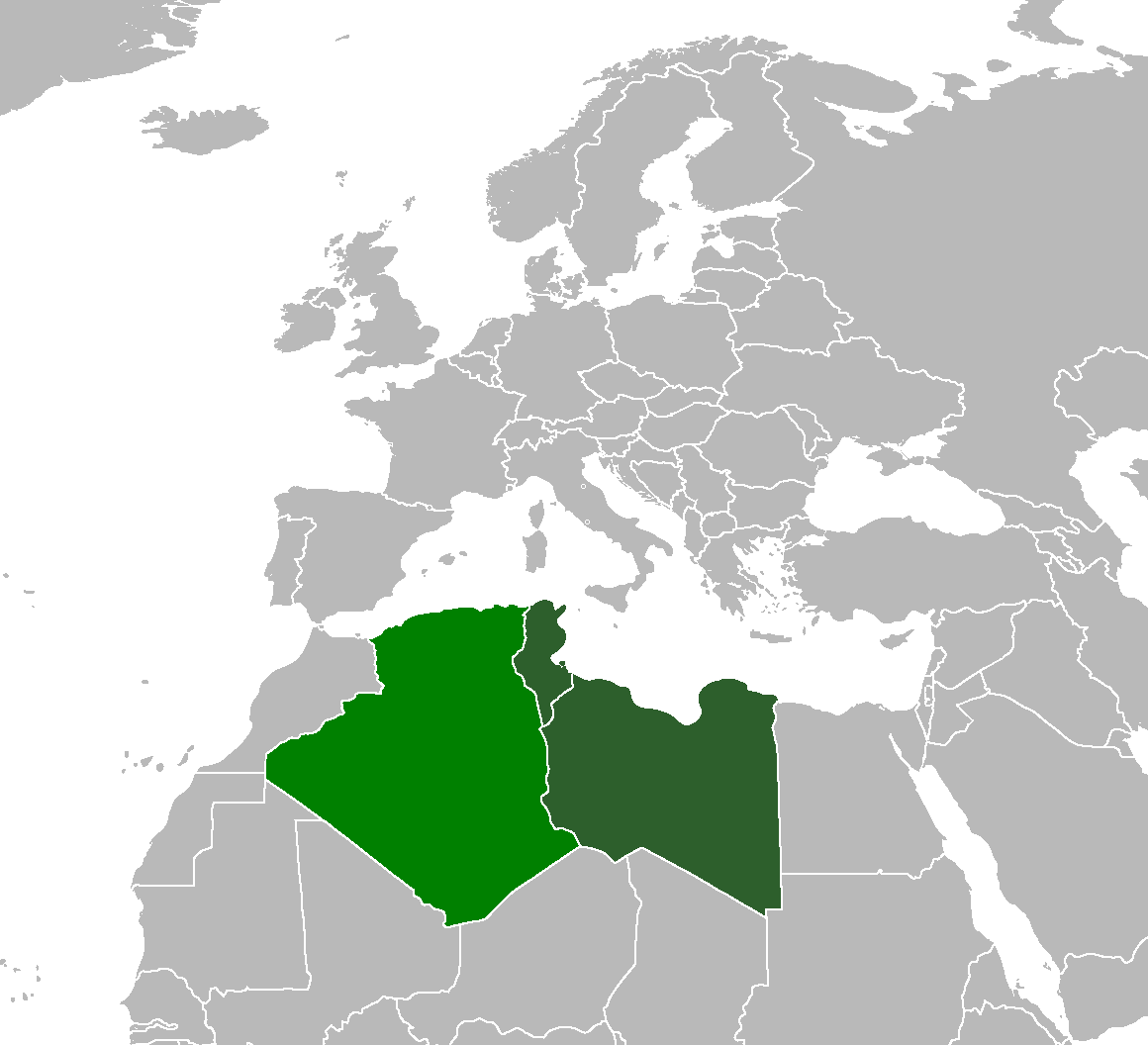
Карта несостоявшейся Арабской Исламской Республики (Ливия и Тунис) и предложенных Бургибой Соединённых Штатов Северной Африки (Тунис, Ливия и Алжир)

Источником проекта по созданию АИР были идеи 1930-х годов об объединении Магриба в рамках панарабской идеологии. Пришедший к власти президент Туниса Хабиб Бургиба стал развивать с 3 января 1957 года идею образования «Большого Арабского Магриба» («Великого Арабского Магриба») путём объединения всей Северной Африки, в 1958 году он сформулировал этот проект в качестве «Союза Арабского Магриба». Подобных представлений придерживался и ливийский лидер Муаммар Каддафи, 15 декабря 1972 года, надеясь заинтересовать Бургибу идеей вступления в Федерацию Арабских Республик, он прибыл в столицу Туниса, и переговоры по этому вопросу начались. На четвёртой конференции Движения неприсоединившихся государств, проходившей 5-9 сентября 1973 года в Алжире тунисский президент Бургиба призвал к объединению Алжира, Ливии и Туниса в «Соединённые Штаты Северной Африки» («Объединённые Государства Северной Африки»). В июне того же года в ходе ливийско-тунисских переговоров о заключении экономического соглашения Бургиба предложил включить соседний Алжир в будущий Ливийско-Тунисский Союз. Между тем, сам Алжир категорически отказался участвовать в этом.

## Джербская декларация
Обсуждение союза затягивалось, лишь 11 января 1974 года на тунисском острове Джерба в ходе очередных переговоров было решено создать Арабскую Исламскую Республику (речь о вступлении Туниса в ФАР формально уже не шла). Оба лидера подписали Джербскую декларацию — соглашение, в котором выразили готовность образовать новое государство: единую Арабскую Исламскую Республику в составе Туниса и Ливии, с единой конституцией, флагом (он был разработан), президентом, армией, правительством, органами законодательной и судебной власти.
Референдум по данному вопросу был назначен на 18 января 1974 года.

## Отказ от проекта
Однако, как это всегда происходило перед и даже после создания подобных панарабских государственных объединений, у сторон возникли разногласия, причём уже через несколько дней после подписания Джербского соглашения. В частности, против союза выступили жители Туниса, которые не собирались отказываться от независимости своей страны. Сказывались коренные идеологические различия двух политических режимов: Тунис Бургибы использовал французскую модель либерализации и социальных реформ, отделил религиозные институты от государства; Ливия Каддафи, с другой стороны, была более исламизированна, а сам лидер ливийской революции всегда придерживался антизападных настроений. Также было важно и то, что тунисский лидер мыслил союз в виде конфедерации или даже международной организации, нежели чем Каддафи, мечтавший о полном слиянии обоих государств для противостояния «западным империалистам».
Наконец, свою роль сыграл и Алжир: неожиданно, он выразил своё отношение к Ливийско-Тунисскому Союзу, как к угрозе собственной национальной безопасности. Это можно было сделать с лёгкостью, поскольку в 1973—1974 годах ливийско-египетские отношения «разошлись по швам», Федерация Арабских Республик была теперь лишь на бумаге, бояться этого союза Алжиру было уже не нужно, и он с лёгкостью стал угрожать Тунису военным вторжением в течение 24-х часов после возможного провозглашения АИР.
В итоге референдум так и не состоялся. Всем стало ясно, что проект умер, ещё не родившись, уже 25 января 1974 года во время встречи Бургибы с Каддафи в Женеве было официально объявлено об отказе от Джербской декларации, а 1 февраля депутаты тунисского парламента официально отклонили проект вынесенного на голосование соглашения. В 1977 году от идеи создания Арабской Исламской Республики избавились окончательно. Лишь в 1989 году был осущёствлён проект по созданию Союза Арабского Магриба в виде международной организации, хоть и довольно аморфной, но направленной на экономическую и политическую интеграцию всех арабских стран Магриба, включая Ливию, Тунис и Алжир.